# Кавенчин (Сохачевський повіт)
Кавенчин (пол. Kawęczyn) — село в Польщі, у гміні Тересін Сохачевського повіту Мазовецького воєводства.
Населення — 227 осіб (2011).
У 1975-1998 роках село належало до Скерневицького воєводства.

## Демографія
Демографічна структура станом на 31 березня 2011 року:
|          | Загалом | Допрацездатний вік | Працездатний вік | Постпрацездатний вік |
| -------- | ------- | ------------------ | ---------------- | -------------------- |
| Чоловіки | 99      | 24                 | 68               | 7                    |
| Жінки    | 128     | 36                 | 75               | 17                   |
| Разом    | 227     | 60                 | 143              | 24                   |